# Río Elorz
El río Elorz o Alrevés (en euskera: Elortz) es un afluente del río Arga que procede de la vertiente Oeste del Puerto de Loiti. Tiene una longitud de 35 km. y conforma una cuenca de 282 km². Nace en la Sierra de Izco. Sus principales afluentes son los ríos Unciti y Sadar, por la margen derecha, y el barranco de Errekaldea, que proviene del Puerto del Carrascal, por la izquierda. Atraviesa su valle homónimo y entra en Pamplona por el sur de la meseta de Donapea, en el límite con Cizur, donde recibe al río Sadar unos metros antes de la Avenida de Aróstegui. Discurre después encajado bajo las ripas en el barrio de Echavacóiz y continúa hacia el término de Zizur Mayor entre huertas desembocando finalmente en el río Arga.